# Philippe Goeminne
Philippe Goeminne (Aalter, 13 maart 1937 - Gent, 26 mei 2010) was een Belgisch magistraat.

## Biografie
Philippe Goeminne promoveerde in 1960 tot doctor in de rechten. Hij werd achtereenvolgens substituut-krijgsauditeur te Velde in Luik in 1965, afgevaardigd bij het parket van de procureur des Konings in Brugge in 1965, substituut-procureur des Konings in Brugge in 1969, eerste substituut-procureur des Konings in Brugge in 1973, substituut-procureur-generaal bij het hof van beroep in Gent in 1975, advocaat-generaal bij het hof van beroep in Gent in 1983 en advocaat-generaal bij het Hof van Cassatie in 1991. Hij ging in 2002 met emeritaat.
Hij was tevens bekend als medeauteur van het deel fiscaal recht van De Larcier Wetboeken.